# Magnus Kjell
Jan Magnus Kjell, född 20 augusti 1958 i Stockholm, är en svensk seglare. Han tävlade för Malmö SS.

## Karriär
Vid VM 1982 i Geelong tog Kjell silver tillsammans med Bengt Hagander i Flying Dutchman. Vid olympiska sommarspelen 1984 i Los Angeles tävlade han tillsammans med Bengt Hagander i Flying Dutchman, där de slutade på nionde plats.